# Rhipidomys couesi
Rhipidomys couesi är en däggdjursart som först beskrevs av J. A. Allen och Chapman 1893.  Rhipidomys couesi ingår i släktet sydamerikanska klätterråttor och familjen hamsterartade gnagare. IUCN kategoriserar arten globalt som livskraftig. Inga underarter finns listade.
Denna klätterråtta förekommer i Colombia, Venezuela och på ön Trinidad. Arten vistas i låga bergstrakter upp till 1500 meter över havet och i det angränsande låglandet. Habitatet utgörs av regnskogar och andra skogar. Individerna är aktiva på natten.